# Cazals (Tarn i Garonna)
Cazals – miejscowość i gmina we Francji, w regionie Oksytania, w departamencie Tarn i Garonna. Przez gminę przepływa rzeka Aveyron. 
Według danych na rok 1990 gminę zamieszkiwało 181 osób, a gęstość zaludnienia wynosiła 15 osób/km² (wśród 3020 gmin regionu Midi-Pyrénées Cazals plasuje się na 882. miejscu pod względem liczby ludności, natomiast pod względem powierzchni na miejscu 948.).